# Јарам
Јарам је дрвена направа која се користи за запрезање волова. Разликују се
- јармови главе, који се дијеле
  - на лобањске (који прилежу с унутрашње стране узглављем на лобањску кост и везовима се прикрепљују роговима) и
  - затиљачне (који се такође прикрепљују роговима) и
- јармови гуше (околовратни).